# Житомирская, Зинаида Викторовна
Зинаида Викторовна Житомирская (26 ноября 1918, Екатеринослав — 1980, Нью-Йорк) — советский библиограф, переводчица. 

## Биография
Зинаида Житомирская родилась 26 ноября 1918 года в Екатеринославе (сегодня — Днепр, Украина) в еврейской семье. Её родители — студент Харьковского универсистета (впоследствии врач-эпидемиолог) Виктор Константинович Житомирский (1893—1954) и Эмилия Зельмановна Минухина (1895—?) — заключили брак там же 1 июня 1917 года. Внучка педагога Константина (Израиля) Житомирского, племянница математика Онуфрия Житомирского.
В детстве переехала с родителями в Москву, изучала германские языки в Московском институте философии, литературы и истории. В 1930-х вышла замуж за Олега Матвеевича Эрастова, лектора Московского планетария. В 1939 году родился единственный ребёнок Житомирской — Константин Эрастов.
В 1940-х годах Житомирская с сыном жила в Сталинабаде (сегодня — Душанбе, Таджикистан), где в это время работал её отец. Вернувшись в Москву, она устроилась в Библиотеку иностранной литературы имени М. И. Рудомино, где проработала более 30 лет, уйдя на пенсию в должности главного библиографа научно-библиографического отдела. В период работы в библиотеке занималась составлением библиографических указателей по публикациям немецкоязычных литераторов, а также их русским переводам и критическим рецензиям. Опубликовала несколько библиографических трудов, а также занималась переводами приключенческой литературы с английского на русский.
В 1978 году эмигрировала в США вместе с сыном Константином, его третьей женой Ниной Перлин и внучкой Никой.

## Публикации

### Библиографические работы
- Житомирская, З. В. Э. Т. А. Гофман: библиография русских переводов и критической литературы на русском языке. — Москва : Всесоюзная государственная библиотека иностранной литературы, 1964.
- Житомирская, З. В. Иоганн Вольфганг Гете: Библиографический указатель русских переводов и критической литературы на русском языке. — Москва : Всесоюзная государственная библиотека иностранной литературы, 1972.
- Житомирская, З. В. Стефан Цвейг. Биобиблиографический указатель. — Москва : Всесоюзная государственная библиотека иностранной литературы, 1976.

### Переводы
- Кент Р. В диком краю (Дневник мирных приключений на Аляске). — Москва : Мысль, 1965.
- Стивенсон Ф., Стивенсон Р. Л. Жизнь на Самоа. — Москва : Мысль, 1969.